# Orangina

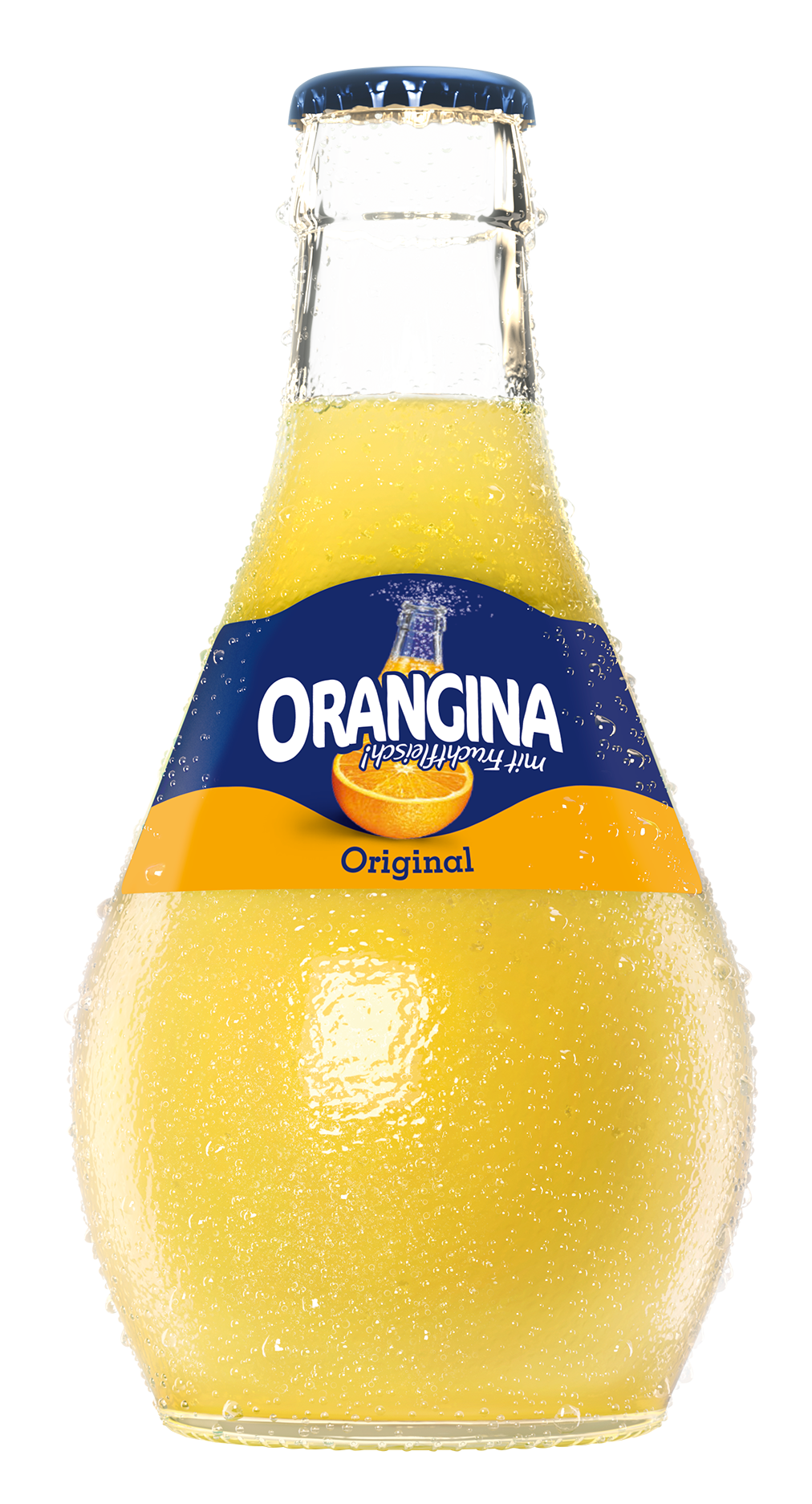
La bouteille d'Orangina originelle avec sa surface granulée en forme d'orange.

Orangina est une marque commerciale française du groupe Suntory Beverage & Food France, lui-même propriété du groupe japonais Suntory.
Elle est associée à une boisson gazeuse non alcoolisée faite à partir d'oranges et de citrons.

## Composition
Les ingrédients de la boisson sont, :
- eau gazéifiée ;
- jus d'orange et autres agrumes à base de concentrés 12% (orange 10%, citron, mandarine, pamplemousse) ;
- sucre ;
- pulpe 2% (orange, mandarine) extrait de zeste d'orange ;
- arômes naturels d'orange.

La recette de la boisson est différente selon le conteneur dans lequel il est vendu. Seule la boisson vendue en bouteille de verre est la recette originale sans conservateur (la conservation est assurée par pasteurisation), tandis que celle vendue dans les autres types de conteneurs (bouteille plastique, canette en aluminium) est légèrement différente.
Il existe aussi plusieurs variantes de l'Orangina,,.

## Historique

### Terme Orangina
Le terme Orangina est un peu utilisé avant les années 1930. L'Orangina peut être cité aux côtés de l'Evian et la Lyonnaise ou de la Grenadine.
En 1934, le terme Orangina est utilisé pour désigner des jus pressés, par opposition à d'autres boissons,.
En juin 1935, à Blida, la Croix rouge fait gagner des bouteilles Orangina.
Orangina fait également sa publicité à Paris en juin 1935,.

### Prélude Naranjina
En février 1932, quelques journaux font la publicité pour un nouveau jus d'orange Naranjina — ou Naranjina-Trigo — servi dans une bouteille originale et attractive,. Le terme naranjina est formé de l'espagnol naranja — le fruit orange — et du suffixe espagnol -ina que l'on retrouve dans une douzaine de mots espagnols. Le nom Trigo est aussi un nom de pharmacien.
Le 14 décembre 1934, un traité est signé entre l'Espagne et la Pologne pour réduire les droits de douane sur le Naranjina, jus d'orange.
La boisson Naranjina est une boisson à reconstituer, mais ne survit pas aux aléas espagnols et européens qui surviennent dès 1936.
Le pharmacien Trigo est en relation avec Léon Beton et son fils Jean-Claude Beton. Avec la situation économique, Orangina se développera en France pendant que TriNaranjus se développera en Espagne.
Ce terme Naranjina apparait ensuite dans la première bouteille d'« Orangina, soda de naranjina ».

### Origine
Orangina est créé en 1936 par Léon Beton. Propriétaire d’une orangeraie dans la plaine de la Mitidja, située en Algérie, il sort la première bouteille d'« Orangina, soda de naranjina », à partir d'une formule élaborée trois ans auparavant par le docteur Agustin Trigo Mirallès, un pharmacien de Valence, en Espagne,,.
Son fils Jean-Claude Beton réquisitionne des employés ou des étudiants embauchés pour l'occasion, pour commander des Orangina dans les cafés. Les soldats, revenus d'Algérie, rapportent cette mode en métropole,.
En 1953, Bernard Villemot crée une affiche et le logo de l'entreprise. Cette trouvaille permet de contourner la loi française qui interdit alors de dessiner des fruits sans mentionner leur proportion pour les boissons contenant un pourcentage de fruits inférieur à 25%. Cette image deviendra le logo de la marque. La collaboration entre Orangina et Bernard Villemot durera plus de 30 ans, durant lesquels il dessinera 17 affiches avec l'écorce d'orange en vedette qui se fait tour à tour chapeau de paille, visage, parasol, bouclettes de cheveux, soleil ou maillot de bain.

### Développement métropolitain
En 1961, en réponse au contexte algérien, la société Orangina s'installe à Marseille.
En 1972, Orangina produit un premier film, Le Tic du barman, réalisé par Jean-Jacques Annaud et Pierre Etaix.
En 1975, Orangina a vendu 500 millions de bouteilles.

En 1976, Orangina lance une boîte de 33 cl, c'est la première marque en France à oser le lancement de ce conditionnement métallique.

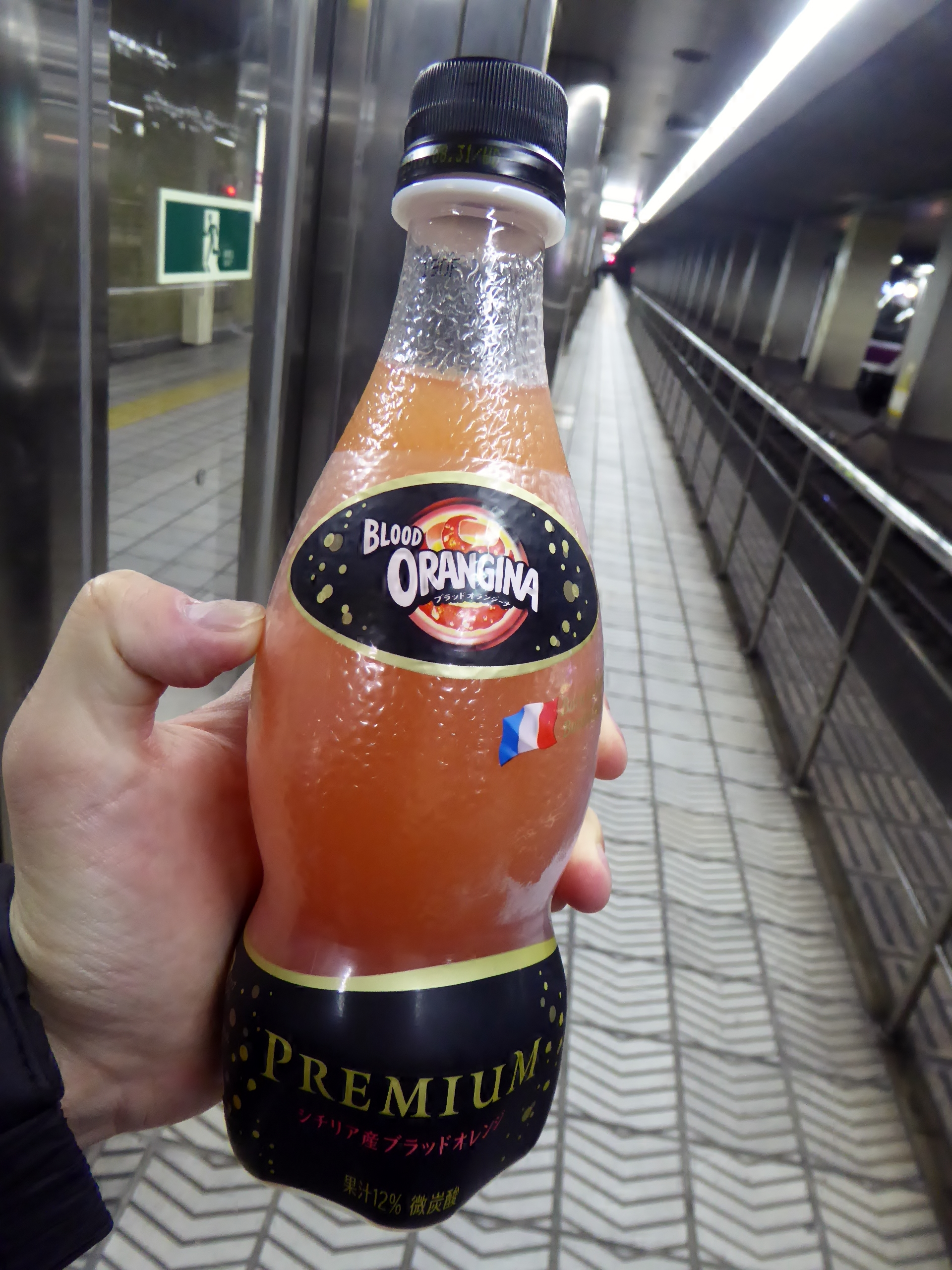
Orangina rouge

En 1994, Alain Chabat signe une série de publicités pour Orangina où le « secouement » est mis en avant avec humour, notamment grâce aux célèbres costumes en forme de bouteilles dessinés par Philippe Guillotel. La tranche d'âge visée : les 13-18 ans. Cette saga déjantée des hommes-bouteilles sera arrêtée en 2013, les personnages dans les spots de publicité captant l'essentiel de l’attention au détriment de la marque et du message, phénomène connu sous le nom de vampirisation publicitaire. La même année, Orangina lance la mode des boîtes de collection en série limitée relookées par des marques (d'abord de Riders, Rip Curl, Helly Hansen, puis de prêt-à-porter : NAF NAF, Kookaï, Lee Cooper, Morgan).
L'année 2001 marque la réouverture des marchés en Tunisie et au Maroc. La même année, Orangina se diversifie et lance des glaces fruitées. Toujours en 2001, le Conseil de la concurrence ayant refusé son rachat par Coca-Cola, Orangina-Pampryl est acquise pour 700 millions d’euros par le groupe Cadbury Schweppes, qui acquiert par la même occasion le portefeuille de marques Champomy, Brut de Pomme, Banga, Ricqlès, Yoo Hoo. Entre 2000 et 2007, la part de marché en valeur de la marque (qui représente alors 30 % du chiffre d'affaires global d'Orangina-Schweppes) passe de 7,7 % à 5,5 % en raison, notamment, d'un positionnement marketing trop large, ce qui incite le groupe, depuis 2006, à se recentrer sur la cible des jeunes de 15 à 25 ans.
En 2009, la marque lance deux nouvelles versions d'Orangina : Orangina Cow-Boy (à la menthe) et Orangina Indien (à la grenadine). Pour faire leur promotion, Orangina a créé deux nouveaux personnages, une jument cow-girl et un puma amérindien. 

### Rachat par Suntory
Au dernier trimestre 2009, le groupe japonais Suntory rachète Orangina Schweppes pour un montant estimé à 2,6 milliards d'euros.
En 2010, la marque lance une nouvelle campagne publicitaire mettant, cette fois-ci, en scène les personnages dans le monde réel. Cette campagne se compose d'une série de neuf saynètes parodiant les standards de la publicité dans les autres secteurs (déodorant, lessive, après-rasage, hygiène intime féminine, etc.). Parmi ces saynètes figure une publicité gay friendly peu après la diffusion d'une publicité de McDonald's France mettant en scène un adolescent homosexuel.
En 2011, deux nouvelles sortes sont en vente : Orangina samouraï, saveur citron, représenté par un tigre, et Orangina Geisha, saveur pêche, représenté par une chatte siamoise.
En 2012, Orangina est lancé au Japon fin mars dans une version modifiée, emmené par une campagne publicitaire avec Richard Gere en vedetteensuite avec Vincent Cassel. A ce jour les ventes au Japon atteignent plus de cent millions de litres, il représente le soda français par excellence. La même année, Orangina lance Miss O ! avec 0% de sucre ajouté et d'aspartame
En 2013, Jean-Claude Beton décède le 2 décembre 2013 à l'âge de 88 ans.
En 2016 est lancé l'Orangina Zéro.

## Orangina dans le monde

### France
En France, Orangina est à la seconde place du marché des boissons non alcooliques, derrière Coca-Cola, mais est, en 2013, la première sur le marché des boissons aux fruits gazeuses, avec une part de marché en volume de 55 %.

### Espagne
Orangina n'est pas présent en Espagne. Certains médias évoquent le fait que le pays n’aurait jamais eu les autorisations nécessaires pour commercialiser la boisson.

## Production

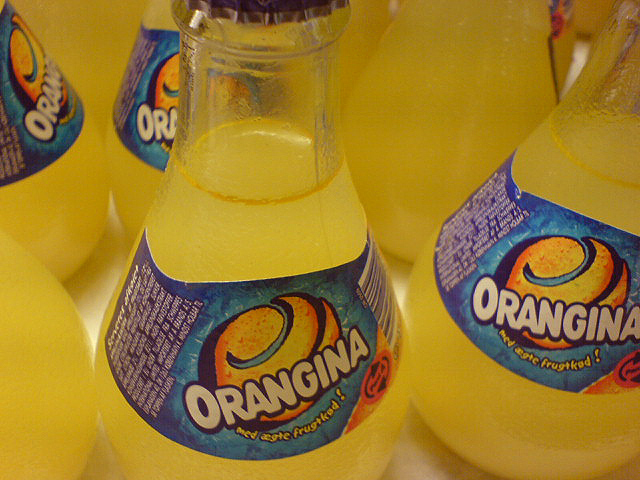
Bouteilles d'Orangina.

La fabrication et le remplissage des bouteilles d'Orangina est assurée par l'Européenne d'embouteillage, filiale du groupe Orangina Suntory depuis 2011.

### Variétés
Dans le commerce : 
- Orangina "Jaune"
- Orangina "Rouge"[42] ;

Variétés retirées des ventes,,,: 
- Orangina Bad Jack ;
- Orangina LadyGina ;
- Orangina Miss'O ;
- Orangina Miss'O Light ;
- Orangina Aristo ;
- Orangina Rastaman ;
- Orangina Indien ;
- Orangina Geïsha ;
- Orangina Samoura ;
- Orangina Niña ;
- Orangina Cowboy;
- Les Givrés :
  - Citron vert ;
  - Fruits Rouges ;
  - Pamplemousse Rose ;
  - Pêche Jaune ;
  - Exotique.

## Polémiques et controverses
Kidscape, une œuvre de bienfaisance pour l'enfance a critiqué la campagne de publicité lancée en 2008, en déclarant : « Orangina est une boisson qui est principalement destinée aux enfants et aux jeunes, mais cette nouvelle publicité place le produit dans un contexte de provocation et sexualisé ».
En 2012, la marque est accusée de créer de faux comptes sur Facebook afin d'accroître son e-réputation. Orangina répond « ne pas être au courant de telles pratiques, et y être par ailleurs opposée ». « Cette animation par faux profils ne serait donc pas le fait direct de la marque, mais plutôt celui de l'agence chargée de gérer sa communication en ligne, Fred & Farid Group ».